# カウリー郡 (カンザス州)
カウリー郡（英: Cowley County）は、アメリカ合衆国カンザス州の南部に位置する郡である。2010年国勢調査での人口は36,311人であり、2000年の36,291人から僅かに増加した。郡庁所在地はウィンフィールド市（人口12,301人）であり、同郡で人口最大の都市はアーカンザスシティ市（人口12,415人）である。
カウリー郡は、その全体でアーカンザスシティ・ウィンフィールド小都市圏を構成している。

## 19世紀
カウリー郡を最初に訪れたヨーロッパ人は1537年の探検家エルナンド・デ・ソトだった。1867年3月、カウリー郡は公式に郡として組織化されたが、土地はオーセージ族インディアンのために保留されていた。当初は、バージニア州選出アメリカ合衆国下院議員およびアメリカ合衆国第26議会下院議長、さらには上院議員を務めたロバート・マーサー・タリアフェーロ・ハンターに因みハンター郡と名付けられた。1870年、マシュー・カウリーに因んでカウリー郡と改名された。カウリーはカンザス州第9騎兵隊第1中隊の少尉であり、1864年10月7日にアーカンソー州リトルロックで死んでいた。公式には1870年7月15日に開拓者に開放された。郡庁所在地についてはウィンフィールドとクレスウェル（現在のアーカンザスシティ）の間に長く苦難を伴う意見の不一致があった。2回の住民投票と州知事や議会への多くの請願が行われた後、ウィンフィールドが郡庁所在地に決まり、1873年に11,500ドルをかけて郡庁舎が建設された。

## 21世紀
2010年、キーストーン・クッシング・パイプラインのフェイズ2が、カウリー郡を南北に貫通して建設された。その建設には、免税に関すること、および漏洩があった場合の環境問題について大きな議論を呼んだ。郡内には「ロック」と名付けられたポンプ場が建設された。

## 法と政府
カウリー郡はアルコールを禁じる、すなわち「ドライ」の郡だったが、1986年にカンザス州憲法が修正され、住民は1996年の投票で個人が嗜むアルコール飲料の販売を承認した。ただし、食料販売量制限は付かなかった。

## 地理
アメリカ合衆国国勢調査局に拠れば、郡域全面積は1,132.60平方マイル (2,933.4 km2)であり、このうち陸地は1,126.24平方マイル (2,917.0 km2)、水域は6.37平方マイル (16.5 km2)で水域率は0.56%である。

### 隣接する郡
- バトラー郡 - 北
- エルク郡 - 北東
- シャトークア郡 - 東
- オーセージ郡 (オクラホマ州) - 南
- ケイ郡 (オクラホマ州) - 南西
- サムナー郡 - 西
- セジウィック郡 - 北西

## 人口動態

人口ピラミッド

以下は2000年の国勢調査による人口統計データである。
| 基礎データ - 人口: 36,291人 - 世帯数: 14,039 世帯 - 家族数: 9,616 家族 - 人口密度: 12人/km2（32人/mi2） - 住居数: 15,673軒 - 住居密度: 5軒/km2（14軒/mi2） 人種別人口構成 - 白人: 90.13% - アフリカン・アメリカン: 2.70% - ネイティブ・アメリカン: 1.96% - アジア人: 1.53% - 太平洋諸島系: 0.01% - その他の人種: 1.36% - 混血: 2.30% - ヒスパニック・ラテン系: 3.59% 年齢別人口構成 - 18歳未満: 26.0% - 18-24歳: 9.9% - 25-44歳: 26.0% - 45-64歳: 22.2% - 65歳以上: 15.9% - 年齢の中央値: 37歳 - 性比（女性100人あたり男性の人口） - 総人口: 95.7 - 18歳以上: 94.2 | 世帯と家族（対世帯数） - 18歳未満の子供がいる: 32.2% - 結婚・同居している夫婦: 55.2% - 未婚・離婚・死別女性が世帯主: 9.6% - 非家族世帯: 31.5% - 単身世帯: 27.9% - 65歳以上の老人1人暮らし: 13.2% - 平均構成人数 - 世帯: 2.46人 - 家族: 3.00人 収入と家計 - 収入の中央値 - 世帯: 34,406米ドル - 家族: 43,636米ドル - 性別 - 男性: 31,703米ドル - 女性: 21,341米ドル - 人口1人あたり収入: 17,509米ドル - 貧困線以下 - 対人口: 12.9% - 対家族数: 9.2% - 18歳未満: 17.0% - 65歳以上: 11.2% |

## 都市と町

### 法人化された都市
都市名の後の数字は2010年国勢調査での人口を示す。
- ウィンフィールド, 12,301 - 郡庁所在地
- アーカンザスシティ, 12,415
- ユーダル, 746
- バーデン, 535
- パーカーフィールド, 426
- デクスター, 278
- アトランタ, 195
- ジューダスプリングス, 185、小部分のみが郡内にあり、領域と人口の大半はサムナー郡内にある。
- ケンブリッジ, 82

### その他の町
| - アクロン - オルブライト - ボックス - キャメロンシティ - デール - イートン - エスクス - フローラル - グレングラウス - グランドサミット | - ハックニー - フーザー - ケロッグ - メープルシティ - モクサム - ニューセイラム - オットー - プレザントバレー - レインボーベンド - レッドバッド | - ロック - シルバーデール - タウシグ - ティスデール - ビントン - ウィルモット |

## 郡区
カウリー郡は25の郡区に分けられている。アーカンザスシティ市とウィンフィールド市は「政治的に独立」と見なされ、下記郡区の数字からは外されている。下表で「人口中心」は最大都市であり、特に大きな数字でなければ、郡区の人口に含まれるものである。
| 郡区 | FIPSコード | 人口中心 | 人口  | 人口密度 /km2 (/sq mi) | 陸地面積 km2 (sq mi) | 水域 km2 (sq mi) | 水域率(%) | 座標                                                              |
| --- | ---------- | -------- | ----- | ---------------------- | -------------------- | ---------------- | --------- | ----------------------------------------------------------------- |
| ビーバー                                                                                                | 05025      |          | 244   | 3 (7)                  | 92 (36)              | 2 (1)            | 1.91%     | 北緯37度10分42秒 西経97度5分26秒 / 北緯37.17833度 西経97.09056度  |
| ボルトン                                                                                                | 07875      |          | 1,754 | 13 (33)                | 136 (53)             | 2 (1)            | 1.59%     | 北緯37度3分1秒 西経97度4分0秒 / 北緯37.05028度 西経97.06667度     |
| シーダー                                                                                                | 11250      |          | 44    | 0 (1)                  | 119 (46)             | 1 (0)            | 0.45%     | 北緯37度5分9秒 西経96度36分27秒 / 北緯37.08583度 西経96.60750度   |
| クレスウェル                                                                                            | 16375      |          | 2,098 | 22 (56)                | 97 (38)              | 2 (1)            | 2.07%     | 北緯37度4分42秒 西経97度1分3秒 / 北緯37.07833度 西経97.01750度    |
| デクスター                                                                                              | 17950      |          | 506   | 3 (7)                  | 185 (71)             | 0 (0)            | 0.19%     | 北緯37度11分56秒 西経96度42分27秒 / 北緯37.19889度 西経96.70750度 |
| フェアビュー                                                                                            | 22475      |          | 203   | 2 (6)                  | 93 (36)              | 0 (0)            | 0.29%     | 北緯37度21分22秒 西経96度58分50秒 / 北緯37.35611度 西経96.98056度 |
| グラント                                                                                                | 27550      |          | 76    | 1 (2)                  | 116 (45)             | 0 (0)            | 0.09%     | 北緯37度3分49秒 西経96度41分3秒 / 北緯37.06361度 西経96.68417度   |
| ハーベイ                                                                                                | 30525      |          | 117   | 1 (2)                  | 162 (63)             | 0 (0)            | 0.24%     | 北緯37度26分47秒 西経96度37分58秒 / 北緯37.44639度 西経96.63278度 |
| リバティ                                                                                                | 39950      |          | 218   | 2 (5)                  | 124 (48)             | 0 (0)            | 0.02%     | 北緯37度9分3秒 西経96度50分31秒 / 北緯37.15083度 西経96.84194度   |
| メープル                                                                                                | 44450      |          | 702   | 8 (20)                 | 91 (35)              | 0 (0)            | 0 %       | 北緯37度25分59秒 西経97度6分7秒 / 北緯37.43306度 西経97.10194度   |
| ニネスカ                                                                                                | 50625      |          | 1,114 | 12 (31)                | 93 (36)              | 0 (0)            | 0.09%     | 北緯37度21分59秒 西経97度6分21秒 / 北緯37.36639度 西経97.10583度  |
| オムニア                                                                                                | 52850      |          | 357   | 4 (10)                 | 93 (36)              | 0 (0)            | 0.22%     | 北緯37度26分13秒 西経96度46分25秒 / 北緯37.43694度 西経96.77361度 |
| オッター                                                                                                | 53625      |          | 54    | 0 (1)                  | 135 (52)             | 1 (0)            | 0.68%     | 北緯37度11分25秒 西経96度33分0秒 / 北緯37.19028度 西経96.55000度  |
| プレザントバレー                                                                                        | 56500      |          | 838   | 7 (18)                 | 117 (45)             | 0 (0)            | 0.05%     | 北緯37度9分45秒 西経97度0分0秒 / 北緯37.16250度 西経97.00000度    |
| リッチランド                                                                                            | 59275      |          | 178   | 2 (4)                  | 108 (42)             | 0 (0)            | 0 %       | 北緯37度25分33秒 西経96度52分50秒 / 北緯37.42583度 西経96.88056度 |
| ロッククリーク                                                                                          | 60525      |          | 243   | 3 (7)                  | 92 (35)              | 1 (0)            | 0.55%     | 北緯37度26分5秒 西経96度59分25秒 / 北緯37.43472度 西経96.99028度  |
| セイラム                                                                                                | 62625      |          | 364   | 5 (14)                 | 66 (26)              | 0 (0)            | 0.27%     | 北緯37度20分9秒 西経96度53分20秒 / 北緯37.33583度 西経96.88889度  |
| シェリダン                                                                                              | 64650      |          | 159   | 2 (4)                  | 93 (36)              | 0 (0)            | 0.01%     | 北緯37度15分44秒 西経96度45分51秒 / 北緯37.26222度 西経96.76417度 |
| シルバークリーク                                                                                        | 65500      |          | 770   | 8 (21)                 | 93 (36)              | 0 (0)            | 0.27%     | 北緯37度20分8秒 西経96度45分41秒 / 北緯37.33556度 西経96.76139度  |
| シルバーデール                                                                                          | 65575      |          | 327   | 2 (6)                  | 136 (53)             | 0 (0)            | 0.31%     | 北緯37度3分55秒 西経96度52分56秒 / 北緯37.06528度 西経96.88222度  |
| スプリングクリーク                                                                                      | 67400      |          | 77    | 1 (2)                  | 115 (45)             | 0 (0)            | 0.26%     | 北緯37度4分31秒 西経96度47分10秒 / 北緯37.07528度 西経96.78611度  |
| ティスデール                                                                                            | 70725      |          | 340   | 4 (11)                 | 78 (30)              | 0 (0)            | 0.13%     | 北緯37度16分6秒 西経96度52分25秒 / 北緯37.26833度 西経96.87361度  |
| バーノン                                                                                                | 73575      |          | 502   | 5 (13)                 | 102 (39)             | 1 (0)            | 0.67%     | 北緯37度15分25秒 西経97度5分18秒 / 北緯37.25694度 西経97.08833度  |
| ウォルナット                                                                                            | 74925      |          | 626   | 7 (18)                 | 89 (34)              | 0 (0)            | 0.18%     | 北緯37度15分17秒 西経96度57分27秒 / 北緯37.25472度 西経96.95750度 |
| ウィンザー                                                                                              | 79875      |          | 211   | 1 (2)                  | 243 (94)             | 0 (0)            | 0.18%     | 北緯37度19分13秒 西経96度38分22秒 / 北緯37.32028度 西経96.63944度 |
| Sources: “Census 2000 U.S. Gazetteer Files”. U.S. Census Bureau, Geography Division. 2012年4月1日閲覧。 |            |          |       |                        |                      |                  |           |                                                                   |

## カウリー郡出身の著名人
See w:List of people from Cowley County, Kansas
- ディーン・コールドウェル・ストローザー、アメリカ空軍大将、NATO軍事委員会アメリカ軍代表（1962年-1965年）、北アメリカ航空宇宙防衛司令部総司令官（1965年-1966年）
- ロバート・ドッキング、銀行家、アーカンザスシティ市長、カンザス州知事

## 教育

### 統一教育学区
- USD 462, セントラル
- USD 463, ユーダル
- USD 465, ウィンフィールド
- USD 470, アーカンザスシティ
- USD 471, デクスター

### カレッジ
- カウリー郡コミュニティカレッジ
- サウスウェスタン・カレッジ
- セントジョンズ・カレッジ（1986年閉校）